# Dendrobium lamyaiae
Dendrobium lamyaiae är en orkidéart som beskrevs av Gunnar Seidenfaden. Dendrobium lamyaiae ingår i släktet Dendrobium, och familjen orkidéer. Inga underarter finns listade i Catalogue of Life.